# Saint-Michel-d’Aurance
Saint-Michel-d’Aurance település Franciaországban, Ardèche megyében. Lakosainak száma 262 fő (2022. január 1.). Saint-Michel-d’Aurance Le Cheylard, Saint-Barthélemy-le-Meil, Saint-Christol, Saint-Cierge-sous-le-Cheylard és Belsentes községekkel határos.

## Népesség
A település népessége az elmúlt években az alábbi módon változott:
| Lakosok száma | 218  | 163  | 185  | 227  | 271  | 277  | 274  | 266  | 265  | 262  |
|               | 1968 | 1982 | 1990 | 2006 | 2013 | 2015 | 2017 | 2019 | 2020 | 2022 |